# 보통 사람들 (1980년 영화)
《보통 사람들》(Ordinary People)은 로버트 레드퍼드 감독의 데뷔작으로서, 1980년에 출시된 미국의 드라마 영화이다.
이 영화의 이야기는 아들이 보트 사고로 죽음을 당하게 되면서 벌어지는 일리노이주 레이크 포레스트의 상위 중산층 가족의 해체에 대하여 다룬다. 앨빈 사전트(Alvin Sargent)가 주디스 게스트의 1976년 소설 보통 사람들(Ordinary People)을 기초로 하여 각본을 맡았다.
이 영화는 티머시 허턴 등으로 말미암아 3개의 아카데미상에 더하여 아카데미 작품상을 받으면서 상업적인 성공을 거두었다.

## 줄거리
재럿 가족은 시카고 북부의 부유한 교외인 레이크포리스트에 사는 중상류층 가정이다. 그들은 십대 아들 벅의 사고사, 그리고 살아남은 어린 아들 콘래드의 자살 시도를 겪은 후 정상적인 삶으로 돌아가려 노력한다. 콘래드는 정신병원에서 4개월을 보낸 후 최근 집으로 돌아왔다. 그는 친구들과 가족에게서 소외감을 느끼고 정신과 의사 타이론 버거 박사의 도움을 구한다. 버거 박사는 콘래드가 벅을 죽게 한 항해 사고에 연루되었음을 알게 된다. 콘래드는 현재 외상 후 스트레스 장애를 겪고 있으며 자신의 감정을 다루기 위해 도움을 구하고 있다.
콘래드의 아버지 캘빈은 살아남은 아들과 소통하고 아내를 이해하려고 노력하는 반면, 콘래드의 어머니 베스는 침착함을 유지하고 가족을 예전의 모습으로 되돌리기를 바라며 자신의 상실을 부정한다. 그녀는 나이 많은 아들을 편애했던 것 같고 콘래드의 자살 시도로 인해 그에게 냉담해졌다. 베스는 완벽하고 정상적인 모습을 유지하기로 결심하며, 그녀의 노력은 콘래드를 더욱 소외시킬 뿐이다. 콘래드는 버거 박사와 함께 일하며 자신의 감정을 통제하기보다는 다루는 방법을 배우기 시작한다. 그는 동료 학생인 진과 데이트를 시작하며 낙관적인 태도를 되찾는 데 도움을 받는다. 그러나 콘래드는 여전히 부모와 학교 친구들과 정상적인 관계를 맺고 소통하는 데 어려움을 겪는다.
베스와 콘래드는 자주 말다툼을 하고 캘빈은 심판 역할을 하려 하는데, 콘래드를 다시 궁지로 몰아넣을까 봐 대개 콘래드의 편을 든다. 크리스마스 무렵 콘래드가 할아버지, 할머니 앞에서 베스와 함께 사진 찍기를 원치 않는다는 이유로 격분하여 그녀에게 욕설을 하면서 긴장이 고조된다. 그 후 베스는 콘래드가 방과 후 행방에 대해 거짓말을 했다는 것을 알게 된다. 이는 콘래드와 베스 사이의 격렬한 대립으로 이어지는데, 콘래드는 베스가 병원에 한 번도 방문하지 않았다는 점을 지적한다. 콘래드는 벅이 대신 입원했더라면 그녀가 그를 보러 갔을 것이라고 주장하고, 이에 베스는 벅은 애초에 병원에 입원할 일이 없었을 것이라고 퉁명스럽게 대답한다. 베스와 캘빈은 베스의 오빠 워드를 만나기 위해 휴스턴으로 여행을 가고, 거기서 캘빈은 베스의 회피적인 태도에 대해 압박한다.
콘래드는 정신병원 친구였던 캐런이 스스로 목숨을 끊었다는 사실을 알게 되면서 좌절을 겪는다. 한밤중에 버거 박사와의 카타르시스적인 돌파 세션을 통해 콘래드는 벅의 죽음에 대한 자신을 비난하는 것을 멈추고 어머니의 나약함을 받아들일 수 있게 된다. 그러나 콘래드가 애정을 표현하려 할 때 베스는 무반응이었고, 이는 캘빈이 마지막으로 그녀에게 감정적으로 맞서는 계기가 된다. 그는 그들의 사랑에 의문을 제기하며 그녀가 진정으로 누구를 사랑할 수 있는지 묻는다. 충격을 받은 베스는 짐을 싸서 휴스턴으로 돌아간다. 캘빈과 콘래드는 새로운 가족 상황을 받아들이며 부자간의 사랑을 재확인한다.

## 출연
- 도널드 서덜랜드 - 칼빈 자렛
- 메리 타일러 무어 - 베스 자렛
- 티머시 허턴

## 성우진

### MBC
- 김영선 - 콘래드(티머시 허턴)
- 권혁수 - 칼빈(도널드 서덜랜드)
- 최성우 - 베스(메리 타일러 무어)
- 이종혁 - 버거 박사(저드 허시)
- 김태훈
- 정희선
- 이원찬
- 김호성
- 김서영
- 한수림
- 이상범
- 노계현
- 김두희
- 양준건
- 한경화
- 유상우